# Zasady podatkowe
Zasady podatkowe – zestaw zaleceń formułowanych przez teorię ekonomii i finansów pod adresem państwa, tzn. parlamentu, rządu, partii politycznych itp. Wykształciły się one na skutek historycznego rozwoju państwa, budżetu i podatków.
Pierwsze zasady podatkowe zostały stworzone przez Adama Smitha, a w ich skład wchodziły cztery podstawowe kanony: równość, pewność, dogodność, taniość.
W XIX w. zasady podatkowe zostały rozszerzone i uporządkowane przez Adolpha Wagnera i od tamtej pory nie uległy one większym zmianom.

## Przegląd zasad podatkowych
Do zasad podatkowych należą:
- zasady fiskalne:
  - wydajność – według tej zasady państwo powinno sięgać do takiego przedmiotu opodatkowania, który dostarczy dochodów niezbędnych do realizacji funkcji i zadań państwa i władz samorządowych;
  - elastyczność – podatek powinien reagować na zmieniające się procesy i zdarzenia gospodarcze oraz społeczne;
  - stałość – mówi o konieczności unikania wprowadzania nowych podatków i zmian w podatkach już istniejących;
- zasady ekonomiczne:
  - nienaruszalność majątku podatników – wysokość podatku nie może zmniejszać majątku podatnika. Podatek powinien być pokrywany z dochodów bieżących;
- zasady sprawiedliwości:
  - powszechność – ciężary podatkowe powinny mieć charakter powszechny, tj. każdy obywatel, przedsiębiorca itp. powinien być objęty podatkiem, jeżeli spełnione są warunki powstania stosunku podatkowego;
  - równość – ciężary podatkowe powinny być rozłożone równomiernie na wszystkich podatników;
  - zdolność dochodowa – wedle tej zasady, każdy podatnik osiągający taki sam dochód, powinien poświęcić na rzecz państwa identyczną korzyść;
- zasady techniczne:
  - pewność – podatki powinny być niezawodnym źródłem dochodów państwa. Oprócz tego każdy podatnik powinien być poinformowany o wysokości podatku, który jest zobowiązany zapłacić;
  - dogodność – pobór podatku powinien uwzględniać warunki finansowe podatnika, a także cykl i charakter jego działalności;
  - taniość – koszty realizowania podatków nie mogą nadmiernie uszczuplać dochodów państwa.